# Duisburg
Duisburg (IPA: [ˈdyːsbʊɐ̯k]; in basso tedesco Duisborg [ˈdyːsbʊə̯ç]; in italiano storico Duisburgo) è una città extracircondariale di 495 152 abitanti della Germania situata nel Land della Renania Settentrionale-Vestfalia. Sorge sulla confluenza dei fiumi Reno e Ruhr, nella parte occidentale della regione della Ruhr.
Duisburg è un grande centro industriale e il principale polo siderurgico tedesco per la produzione dell'acciaio. Ospita inoltre il più grande porto interno del mondo.

## Geografia fisica
Duisburg si trova presso la confluenza del fiume Ruhr nel Reno. La città odierna è il risultato di un processo di conurbazione di città limitrofe più piccole in una sola metropoli. Duisburg è la dodicesima città tedesca per numero di abitanti e la quinta nella Renania Settentrionale-Vestfalia, con quasi 500 000 abitanti.

## Storia

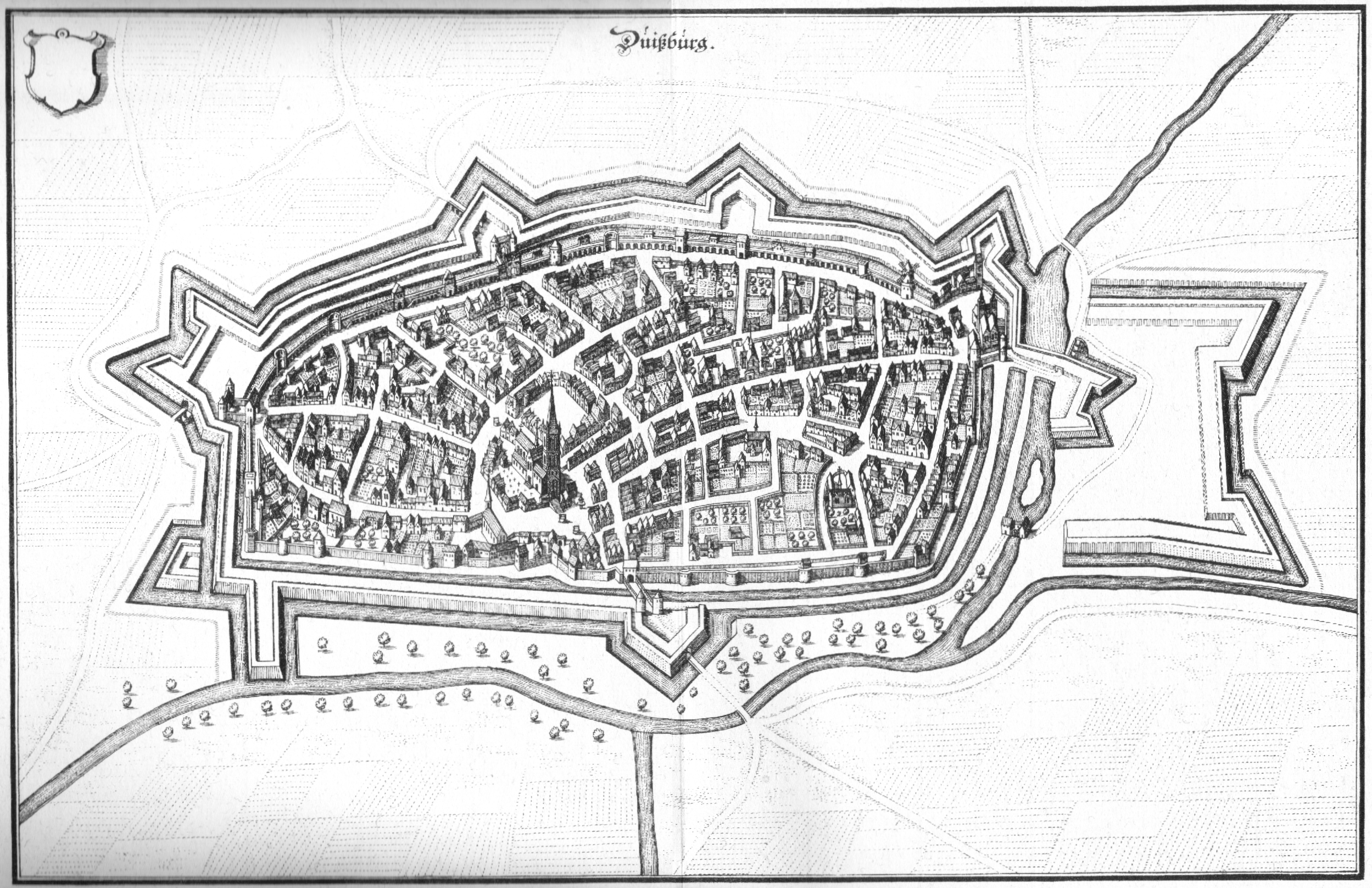
Mappa di Duisburg del 1647.

Il nome di Duisburg appare in un documento dell'883, anno in cui i Normanni conquistarono la città, per poi stabilirvisi durante l'inverno. Nel Medioevo, grazie alla sua favorevole posizione geografica, divenne città libera dell'Impero e membro della Lega anseatica. Nel 1120 iniziò la costruzione delle mura, mentre nel 1666 divenne parte del Brandeburgo-Prussia. Nel XVIII secolo, con l'avvento dell'industria tessile e della coltivazione del tabacco, incominciò per Duisburg l'era industriale. Verso la metà del secolo furono costruite importanti linee ferroviarie per Düsseldorf e Dortmund. Agli albori del XIX secolo, la popolazione cittadina superò le 100 000 unità.
Durante la seconda guerra mondiale, anche Duisburg venne fatta oggetto di pesantissimi bombardamenti inglesi. Gli attacchi del 26-27 aprile 1943 vennero così descritti dal pilota di un Lancaster:
"Le bombe incendiarie avevano appiccato il fuoco a tutta la zona. Le fiamme rendevano impossibile individuare il terreno. Sganciammo le nostre bombe quando vedemmo che le fiamme, da bianche e abbaglianti che erano, cominciarono a farsi rosse, segno che il fuoco aveva preso."
Le incursioni del 14-15 ottobre 1944 vennero battezzate operazione Uragano. Duisburg dovette sopportare il peso di 9 000 tonnellate di bombe, la quantità maggiore mai subita fino in quel momento da una città tedesca (Jorg Friedrich: La Germania bombardata). Morirono 3 000 persone, mentre le vittime complessive degli attacchi durante tutta la guerra furono 5 730. Al termine del conflitto la città contò 299 incursioni che distrussero completamente il centro storico e l'80% delle abitazioni.
Risale al 15 agosto 2007 la cosiddetta strage di Duisburg, evento criminoso messo in atto da esponenti della 'ndrangheta.
Il 24 luglio 2010 è stata teatro del Disastro della LoveParade, la seconda più grande strage di spettatori degli ultimi 30 anni in Europa: presso la grande area dello scalo merci abbandonato della Deutsche Bahn, durante lo svolgimento della Love Parade, sono morte 21 persone e altre 516 sono rimaste ferite.

## Monumenti e luoghi d'interesse

### Architetture religiose
- Chiesa del Salvatore, costruita dall'Ordine teutonico a partire dal 1315, fu profondamente rimaneggiata nel corso del XIX secolo e gravemente danneggiata durante la seconda guerra mondiale.

## Cultura
Duisburg ospita l'Università di Duisburg-Essen, che è sorta nel 2003 dalla fusione con quella della vicina città di Essen che nel biennio 2016-17 contava 42973 studenti, risultando tra i primi dieci atenei tedeschi.

## Economia
Sede del più importante porto fluviale d'Europa, è divenuto un centro di rilievo nel settore del commercio e della produzione siderurgica. Importante polo dell'industria siderurgica, chimica, meccanica, è sede di una miniera di carbone, sebbene il settore minerario a Duisburg non sia stato mai preminente come, invece, lo è nelle altre città della Ruhr. Tutti gli altiforni della Ruhr oggi si trovano a Duisburg, che produce il 49% del metallo tedesco e il 34,4% della ghisa grezza tedesca. Il complesso siderurgico della ThyssenKrupp a Schwelgern, nel quartiere Marxloh, è il più importante della Germania, l'altoforno 2 entrato in funzione nel 1993, è il più grande d'Europa.
Nella zona nord della città, all'interno di un'area industriale di produzione di carbone e acciaio abbandonata nel 1985, è sorto un grande parco pubblico (Landschaftspark) concepito nel 1991 dallo studio di architettura Latz + Partners al fine di tutelare e valorizzare la storia industriale della zona.

### Evoluzione demografica

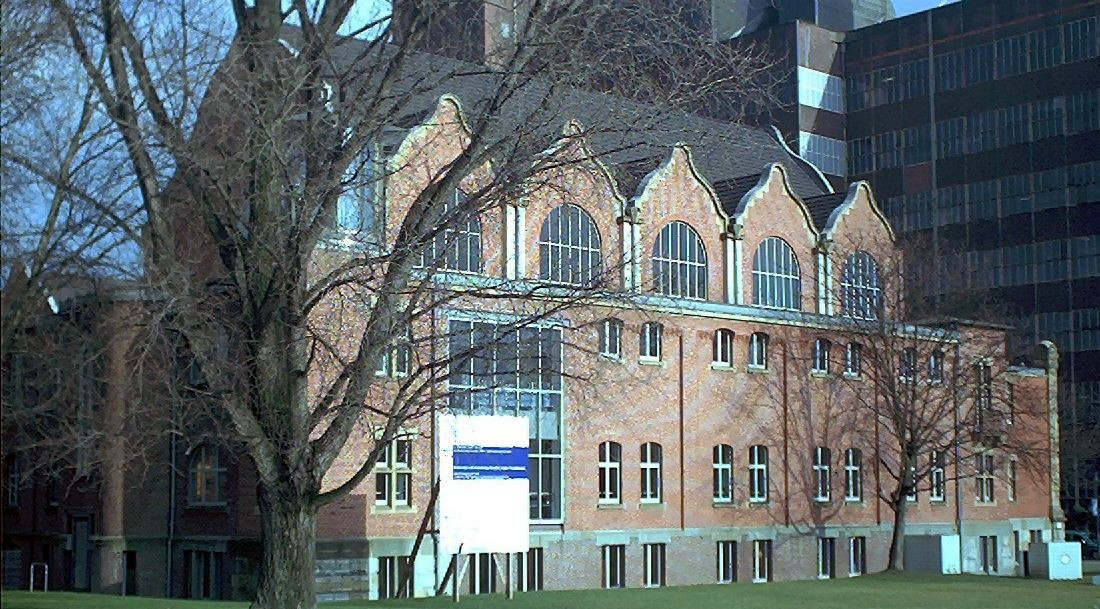
Il Museum der Deutschen Binnenschifffahrt (museo navale) a Duisburg

## Geografia antropica

### Suddivisioni amministrative
Duisburg è suddivisa in 7 distretti urbani (Stadtbezirk), i quali a loro volta si suddividono in quartieri (Stadtteil) per un totale di 46.
|     | Distretto urbano      | Superficie (km²) | Abitanti |
| --- | --------------------- | ---------------- | -------- |
| 100 | Walsum                | 21,10            | 51 406   |
| 200 | Hamborn               | 20,84            | 71 329   |
| 300 | Meiderich/Beeck       | 30,28            | 73 253   |
| 400 | Homberg/Ruhrort/Baerl | 37,1             | 40 671   |
| 500 | Duisburg-Mitte        | 34,98            | 105 529  |
| 600 | Rheinhausen           | 38,68            | 77 595   |
| 700 | Duisburg-Süd          | 49,84            | 73 087   |

## Infrastrutture e trasporti
Il suo porto chiamato Duisport (posto alla confluenza dell'affluente Ruhr nel Reno) è uno dei più grandi porti fluviali del mondo.
La città è servita da una rete di metropolitana leggera, interconnessa con le reti di Düsseldorf e di Mülheim.

## Sport
È sede del Duisburg, club di calcio militante in 3. Liga.

## Amministrazione

### Gemellaggi
Duisburg è gemellata con:
- Calais
- Portsmouth
- Vilnius
- Wuhan, dal 1982
- Gaziantep
- Perm'
- San Pedro Sula
- Lomé
- Fort Lauderdale